# Sadie Benning
Pour les articles homonymes, voir Benning.
Sadie Benning, née le 11 avril 1973 à Madison au Wisconsin, est un artiste et musicien non-binaire. 

## Biographie

### Les débuts
Elle commence à se faire un nom au début des années 1990 en tant qu'adolescente vidéaste à Milwaukee, au Wisconsin. Élevée par sa mère dans le centre de Milwaukee, Sadie Benning quitte l'école à seize ans, principalement à cause de l'homophobie dont elle était la victime. Elle réalise ses premières vidéos à  l'âge de 15 ans avec une caméra Fisher Price Pixelvision, qui enregistrait des images video noir et blanc à gros grain sur des cassettes audio standard. La caméra Fisher-Price PXL-2000 (en) qu'elle utilise dans ses premières œuvres, celles qui l'ont fait connaître, était un cadeau de son père, le réalisateur de films expérimentaux James Benning. Au début, Sadie Benning était très réservée vis-à-vis de la caméra : « Je pensais, c'est de la merde. C'est du noir et blanc. c'est pour les gosses. Il m'avait dit que j'allais avoir une surprise. J'attendais un caméscope » . La majorité de ses courts-métrages combinent la performance, la narration expérimentale, l'écriture manuscrite et des extraits musicaux pour explorer, entre autres thématiques, le genre et la sexualité. Son travail fut deux fois sélectionné pour la biennale du Whitney Museum. 
Dans les premiers travaux de Sadie Benning, A New Year, Living Inside, Me and Rubyfruit, Jollies, et If Every Girl Had a Diary, elle est, avec son petit monde de jeune fille solitaire, le principal point de focalisation de ses films. Dans son tout premier travail, A New Year, Sadie Benning refuse d'affronter la caméra, utilisant son environnement proche, c'est-à-dire principalement sa chambre et ce qu'elle voyait de sa fenêtre pour rendre compte de ses sentiments, de ses angoisses, de sa confusion et de son aliénation. Sadie Benning a confié dans une interview : « Je ne parle pas, je ne suis pas physiquement présente, c'est seulement un texte écrit à la main, de la musique ; je voulais illustrer ce qui arrivait avec les objets, les choses qui m'entouraient. J'ai utilisé les objets les plus proches : la télévision, des jouets, mon chien, je ne sais quoi d'autre ».

### Les sens de l'œuvre
Dans toute l'œuvre de Sadie Benning, les thèmes explorés à partir de A new Year, se retrouvent sans cesse, que ce soit l'exploration de son identité sexuelle ou l'arrivée à l'âge adulte. Benning utilise souvent la culture pop, par exemple la musique, la télévision ou les journaux comme un moyen d'amplifier son message en parodiant en même temps cette culture populaire. Souvent les images qu'elle voyait à la télévision ou dans les films la mettaient hors d'elle, et au-delà l'inspiraient : « Elles sont complètement fausses et sont construites pour divertir et oppresser à la fois – elles n'ont aucun sens pour les femmes, et pas seulement pour les lesbiennes. Je me suis décidé à tourner en partie parce que j'avais besoin d'autres images et je n'ai jamais voulu attendre que d'autres le fassent à ma place ». Étant donné son isolement, l'utilisation de ces mediums dans son travail a un but pratique et donne à voir au spectateur comment Benning a pendant longtemps gardé le contact avec le monde. 
Au fur et à mesure que son œuvre avançait, Benning devenait plus à l'aise avec son image filmée ; elle se mit à utiliser des images de son propre corps et sa voix, donnant ainsi une nouvelle consistance à ses films. Dans un travail comme If Every Girl Had a Diary, Sadie utilise les limites de la caméra fisher-Price pour capter en plans extrêmement rapprochés son visage, ses yeux, ses doigts et d'autres extrémités pour amener le spectateur à un degré d'intimité et à une implication personnelle supérieurs avec Sadie, qui littéralement tire le public à elle, jusqu'à lui faire toucher son visage au moment où elle parle de sa vie et de ce qu'elle pense. Sans prêter attention à l'histoire personnelle, la race ou l'identité sexuelle. Sadie permet au spectateur d'entrer dans son monde, dans sa tête, dans sa cellule, le lieu où elle va se réfugier et se reconstruire. « Le fait que Benning ose, dans ses vidéos aborder l'autoérotisme et l'autobiographie, sa capacité à faire de la caméra une partie d'elle-même, comme une extension de son propre corps, invitent le public à la connaître. »

### Années 2000
Plus tard dans la décennie, elle a cofondé Le Tigre, un groupe de rock féministe post-punk qui compte parmi ses membres la chanteuse et guitariste Kathleen Hanna (une ex-Bikini Kill) et la rédactrice de fanzine Johanna Fateman. Elle a depuis quitté le groupe. En 2004, Bill Horrigan a organisé une rétrospective de son œuvre vidéo. En 2006, en collaboration avec Solveig Nelson, elle a créé Play Pause, une installation vidéo avec projection sur deux écrans. Cette installation fut montrée pour la première fois à la Wexner en 2007 dans le cadre de l'exposition « Sadie Benning : Suspended Animation ». En septembre 2007, Play Pause fut montré au DIA center de New York. Au même moment, la galerie associative Orchard montrait ses dessins abstraits, ses installations vidéo, ses sculptures murales et un enregistrement de Play Pause dans une rétrospective intitulée « form of … a waterfall ». Deux pièces de cette exposition furent retenues pour l'exposition annuelle de White columns. Parmi ses plus récentes expositions, on peut citer Play Pause à la Power Plant Gallery (2008) et sa participation à la 7e biennale de Gwangju (2008).

## Reconnaissance officielle
Sadie Benning a reçu des bourses et des résidences de la fondation Guggenheim, de la fondation Andrea Frank, de la National Endowment for the Arts et de la fondation Rockefeller. Parmi les récompenses qu'elle a reçu, on peut citer la Wexner Center Residency Award in Media Arts, la National Alliance for Media Arts & Culture Merit Award, la Grande video Kunst Award, et la Los Angeles Film Critics Circle Awar.d Elle a reçu son MFA du Bard College. Ses videos sont distribuées par Videodatabank.

## Vie privée
Sadie Benning est non-binaire.

## Œuvres
- 1989 : A New Year (5:57, vidéo noir et blanc/ Pixelvision)
- 1989 : Me & Rubyfruit (5:31, vidéo noir et blanc/ Pixelvision);
- 1989 : Living Inside (5:06, vidéo noir et blanc/ Pixelvision)
- 1990 : If Every Girl Had a Diary (8:56, vidéo noir et blanc/ Pixelvison)
- 1990 : Welcome to Normal (20:00, vidéo couleur/ Hi 8)
- 1990 : Jollies (11:18, vidéo noir et blanc/ Pixelvision)
- 1991 : A Place Called Lovely (13:40, vidéo noir et blanc/ Pixelvision)
- 1992 : It Wasn’t Love (19:06, vidéo noir et blanc/ Pixelvision)
- 1992 : Girl Power (15:00, vidéo noir et blanc/ Pixelvision)
- 1995 : The Judy Spots (12:30, vidéo couleur/16 mm film), produit par Elisabeth Subrin
- 1995 : German Song, collaboration avec Come (6:00, vidéo noir et blanc/ Super 8 film)
- 1998 : Flat is Beautiful (56:00, vidéo noir et blanc/ Pixelvision, 16 mm, et Super 8), avec Mark Ewert
- 1999 : Le Tigre, enregistré avec Kathleen Hanna et Johanna Fateman (vinyl & cd)
- 1999 : Le Tigre Slide Show (projection diapo pendant les performances de Le Tigre, 40:00, dessins et diapo couleur)
- 2003 : The Baby (5:40, installation, vidéo couleur digitale/ dessins sur papier)
- 2003 : One Liner (5:07, installation, video noir et blanc/ Pixelvision)
- 2006 : Play Pause (29:21, installation de deux canaux video sur disque dur, vidéo couleur digitale/ dessins sur papier). Dirigé par Sadie Benning en collaboration avec Solveig Nelson, dessins et son de Sadie Benning